# Prosthechea lindenii
La orquídea mariposa (Prosthechea lindenii) es una especie de la familia de las orquidáceas. 

## Descripción
Planta epífita, de pseudobulbos ovoides en forma de pera con dos hojas elíptico liguladas de 13 a 25 cm. De inflorescencias en ramas de varias flores amarillo verdosas  a marrones con labio blanco a crema con centro color violeta.

## Hábitat
Bosques secos árboles secos.  Vive de 2 a 5 años. Es una planta dura y fácil de cultivar.

## Distribución
México (Chiapas, Guerrero, Morelos, Oaxaca, Veracruz), El Salvador, Nicaragua, Costa Rica, Panamá, Colombia, Venezuela y Perú. 

## Taxonomía
Prosthechea lindenii fue descrito por (Lindl.) W.E.Higgins y publicado en Phytologia 82(5): 379. 1997[1998].
Etimología
Prosthechea: nombre genérico que deriva de las palabras griegas: prostheke (apéndice), en referencia al apéndice en la parte posterior de la columna.
lindenii: epíteto otorɡado en honor del botánico Jean Jules Linden (1817—1898) 
Sinonimia
- Anacheilium lindenii (Lindl.) Hágsater
- Encyclia lindenii (Lindl.) Carnevali & I.Ramírez
- Epidendrum fallax Lindl.
- Epidendrum fallax var. flavescens Lindl.
- Epidendrum flavescens (Lindl.) Schltr.
- Epidendrum lindenii Lindl.[2][3]